# Cyrestis waigeuensis
Cyrestis waigeuensis är en fjärilsart som beskrevs av Hans Fruhstorfer 1900. Cyrestis waigeuensis ingår i släktet Cyrestis och familjen praktfjärilar. Inga underarter finns listade i Catalogue of Life.